# Museo della pesca (Caslano)
Il Museo della pesca, sezione esterna del Museo del Malcantone, si trova a Caslano, nel Canton Ticino. Inaugurato nel 1993, ha occupato gli spazi ricavati in una villetta attorniata da un parco, proprietà del comune di Caslano. L'iniziativa è nata grazie al lavoro di Franco Chiesa e alla collaborazione di Pietro Colombo e Piercarlo Parini. La sede attuale, progettata e realizzata dall’architetto Alfio Indemini, inaugurata nel 2010, si trova in prossimità del nucleo del paese, a pochi metri dalla riva del Lago di Lugano.
Il museo fa parte dell'Associazione musei etnografici ticinesi.

## La nascita e lo sviluppo del museo
Nei primi anni di attività il Museo si è sviluppato costantemente: nuove sale e nuovi materiali lo hanno arricchito di anno in anno. Questo grazie all'aiuto di molti amici e alla disponibilità di molti sostenitori e donatori. Il museo è gestito dall'Associazione del Museo del Malcantone, società che si propone di salvaguardare, raccogliere, riunire e valorizzare, quanto ancora rimane del patrimonio storico e culturale della regione del Malcantone. L'Associazione, che conta circa 700 membri e 300 Amici del Museo della Pesca, permette nel caso specifico della sede di Caslano di preservare e valorizzare le tradizioni e le tecniche legate al mondo della pesca.

## Villa Carolina, la nuova sede
Il 3 giugno 2010 si è tenuta l'inaugurazione ufficiale di Villa Carolina, la nuova sede del Museo della Pesca. Alla manifestazione hanno partecipato diverse centinaia di simpatizzanti. Nella parte ufficiale hanno preso la parola il presidente del Museo del Malcantone Gianrico Corti, il sindaco di Caslano Emilio Taiana, il conservatore del museo Bernardino Croci-Maspoli, il direttore del Centro di dialettologia e di etnografia Franco Lurà e il direttore del Dipartimento dell'educazione, della cultura e dello sport Gabriele Gendotti.
Nella nuova struttura il visitatore accede a spazi più funzionali ed aperti. L'aumento di superficie dell'intero complesso edificato è notevole: si passa dai 360 m2 della vecchia sede ai 680 m2 disponibili a Villa Carolina.

## L'organizzazione degli spazi espositivi
Al piano terra, si trovano una sala multimediale e una dedicata alle esposizioni temporanee. Nel grande ambiente al primo piano, una barca da pesca completamente attrezzata costituisce il centro visivo dell'esposizione, attorno al quale ruota il percorso tematico principale, dedicato ai pesci, al loro ambiente e alle tecniche di pesca tradizionali. Si prosegue in locali ricavati dalla parte vecchia dell'edificio, dove si parla di pesca sportiva, pesca a mosca e delle peschiere per le anguille sul fiume Tresa.
Completano l'itinerario una ricca biblioteca e un gradevole ambiente di lettura. Un'attenzione particolare è riservata ai giovani in età scolastica, ai quali viene proposto un apposito spazio didattico dove approfondire in modo sperimentale le conoscenze sull'ambiente ittico.
Rispetto alla vecchia sede, il nuovo percorso permette di migliorare l'aspetto naturalistico della pesca, offrendo di conseguenza una visione più completa. L'aumento di superficie permette inoltre di sviluppare meglio l'aspetto più affascinante e specifico del Museo della pesca di Caslano: la pesca con le reti. In linea con la vocazione etnografica del museo, questo tema ricorda come il lago, oggi percepito solo come supporto per le attività di svago, era in passato un importante mezzo di sostentamento e di trasporto per le comunità insubriche.